# أنيمل كروسينغ: لتس غو تو ذا سيتي
أنيمل كروسينغ: لتس غو تو ذا سيتي (بالإنجليزية: Animal Crossing: Let's Go to the City)‏، أيضاً تعرف بعنوان أنيمل كروسينغ: سيتي فوك (بالإنجليزية: Animal Crossing: City Folk)‏ في أمريكا الشمالية، هي لعبة فيديو لمحاكاة الحياة من تطوير ونشر نينتندو، والتي اصدرت في 2008 على منصة وي، وهي اللعبة الثالثة في سلسلة « أنيمل كروسينغ ».